# Stevns kridtbrud

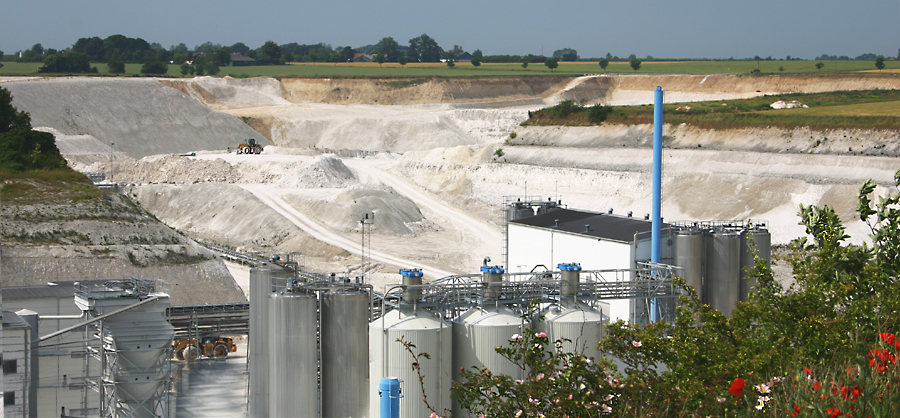
Stevns Kridtbrud

Omya A/S Stevns Kridtbrud är ett stenbrott söder  om  Mandehoved på Sjælland, där det bryts krita.
Stevns kalkbrotts historia går tillbaka til 1167, då biskopen Absalon Hvide använde sten till befästning av Köpenhamn.
År 1964 övertog Faxe Kalk A/S Stevns Kridtbrud. Faxe Kalk köptes 1996 av belgiska Lhoist Group, varefter Stevns Kridtbrud 1999 såldes vidare till det schweiziska Omya AG, som bildade dotterbolaget Omya A/S Stevns kridtbrud ..